# Thurnerhof
Der Thurnerhof ist ein im 14. Jahrhundert erbauter, mittelalterlicher Wohnturm in Langkampfen in Tirol.
Am östlichen Dorfrand von Unterlangkampfen befindet sich dieses Gebäude, dem die Größe und die Bauform einen turmartigen Charakter verleihen. Dieser hat sich trotz tiefgreifender Veränderung vor allem im 20. Jahrhundert bis in die Gegenwart erhalten und ist erst in den letzten Jahren durch einen noch nicht ganz abgeschlossenen Umbau abhandengekommen. Unberührt blieb der Keller des Turms, der den Anlass zu archäologischen Grabungen der Abteilung für Mittelalter und Neuzeitliche Archäologie des Instituts für Ur- und Frühgeschichte der Universität Innsbruck gab.

## Geschichte
Auf Basis der bauanalytischen und dendrochronologischen Untersuchungen ist der Baubeginn um 1375 anzusetzen. Vor 1500 ist kein Inhaber oder Besitzer und kein Beiname bekannt. Wahrscheinlich wurde der Turm, als reines Repräsentationsgebäude und nicht mit besonderen Rechten verbunden, von einer niederen Adelsfamilie errichtet. Möglicherweise war diese Funktion nur von kurzer Dauer. Eine frühere Vermutung war, dass die Ministerialfamilie der „Langkampfer“ sich den Turm als Wohngebäude erbaute. Doch diese Familie verschwand nach der Mitte des 14. Jahrhunderts und kommt als Erbauer daher nicht mehr in Frage. Ein zweiter Interpretationsversuch stützt sich auf das Erbauungsdatum 1375. Vielleicht diente der Turm zuerst als Amtssitz, wurde aber später zum Wohngebäude degradiert.

## Archäologische Untersuchungen und die Ergebnisse
Die erste Grabung fand im April 1995 statt. Bei dieser einmonatigen Untersuchung, die hauptsächlich im Keller des Turmes durchgeführt wurde, kamen zahlreiche verschiedene Kleinfunde wie Geschirrkeramik, Baukeramik (Dachziegel), Ofenkeramik (Schüsselkacheln, Nischenkacheln), Knochen, Geweih, Bernstein und Leder (Würfel, Ringe, Perlen, Griffschalen von Messern), Stein (Wetzstein), Eisen (Messer, Zange, Hufeisennägel), Bunt- und Leichtmetalle sowie Blei (Ringe, Gürtelzubehör, Trachtenbestandteile) und Glas (Hohlgläser, Flachglas) zutage. Zudem wurden auch die Baufundamente freigelegt.
Weiters wurde bei der Grabung ein aufwendig gestaltetes Kruzifix geborgen, das einen Rosenkranzanhänger darstellt. Der Kruzifixanhänger vom Thurnerhof stammt wahrscheinlich aus dem 19. Jahrhundert. Das Kreuz besteht aus Blei und die Darstellung der winzigen unteren Pendilie in Form eines Granatapfels ist bemerkenswert.
Die Funde werden heute im Erdgeschoß des Turmes ausgestellt.